# Nazionale maschile di pallacanestro dell'Honduras
La nazionale di pallacanestro dell'Honduras è la rappresentativa cestistica dell'Honduras ed è posta sotto l'egida della Federazione cestistica dell'Honduras.

## Piazzamenti

### Campionati centramericani
- 1967 - 7°
- 1977 - 6°
- 1985 - 9°
- 1997 - 6°
- 2001 - 8°

## Formazioni

### Campionati centramericani
Campionato centramericano maschile di pallacanestro 2001Alcerro, Echenique, Figueroa, Lacayo, Morán, Palacios, Reyes, C. Ruiz, F. Ruiz, Salazar, Stling, Waterhouse, All. Vincente Duncan